# Doryopteris surinamensis
Doryopteris surinamensis är en kantbräkenväxtart som beskrevs av Jovita Yesilyurt. Doryopteris surinamensis ingår i släktet Doryopteris och familjen Pteridaceae. Inga underarter finns listade.